# Herbert Johanson

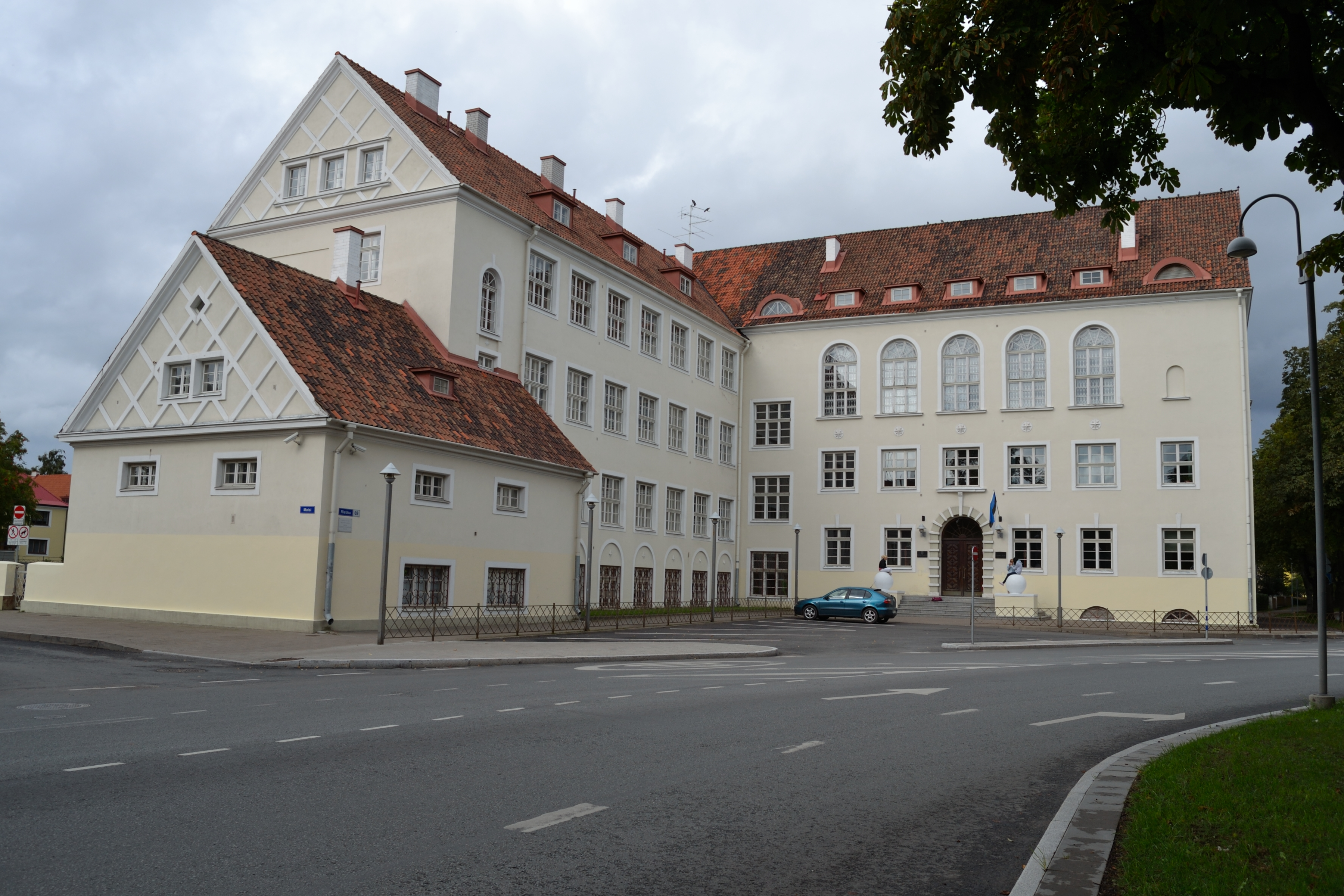
Szkoła podstawowa Ristiku

Herbert Voldemar Johanson (ur. 10 września 1884 w Haljala w Estonii, zm. 24 listopada 1964 w Göteborgu) – estoński architekt. Zaprojektował wiele budowli, głównie podczas pierwszej niepodległości Estonii (w okresie międzywojennym). W czasie II wojny światowej, w wyniku agresji Związku Radzieckiego na Estonię, Johanson wyemigrował do Szwecji.
Znane projekty Johansona na terenie Estonii:
- Budynek Parlamentu Estonii - Riigikogu w Zamku Tompea w Tallinnie- zaprojektowany wspólnie z innym estońskim architektem Eugenem Hebermannem
- Talliński Szpital Główny
- Gimnazjum im. Jakoba Westholma w Tallinnie (Jakob Westholmi gümnaasium)
- Tallińskie gimnazjum koedukacyjne (Tallinna Ühisgümnaasium)
- Szkoła podstawowa Ristiku
- Komenda Straży Pożarnej w Tallinnie
- Kaplica w Metsakalmistu